# Phyllanthus botryanthus
Phyllanthus botryanthus är en emblikaväxtart som beskrevs av Johannes Müller Argoviensis. Phyllanthus botryanthus ingår i släktet Phyllanthus och familjen emblikaväxter. Inga underarter finns listade i Catalogue of Life.